# Schizocosa obscoena
Schizocosa obscoena este o specie de păianjeni din genul Schizocosa, familia Lycosidae. A fost descrisă pentru prima dată de Rainbow, 1899. Conform Catalogue of Life specia Schizocosa obscoena nu are subspecii cunoscute.